# Ängesgårdarna en Täktgårdarna
Ängesgårdarna en Täktgårdarna (Zweeds: Ängesgårdarna och Täktgårdarna) is een småort in de gemeente Borlänge in het landschap Dalarna en de provincie Dalarnas län in Zweden. Het småort heeft 61 inwoners (2005) en een oppervlakte van 20 hectare. Eigenlijk bestaat het småort uit twee plaatsen: Ängesgårdarna en Täktgårdarna.